# Ucuma
Ucuma (auch Ukuma) ist eine Kleinstadt und ein Landkreis in Angola.

## Verwaltung
Ucuma ist Sitz eines gleichnamigen Kreises (Município) in der Provinz Huambo. Der Kreis umfasst eine Fläche von 1600 km² und hat etwa 72.000 Einwohner (Schätzung 2011). Die Volkszählung 2014 soll fortan gesicherte Bevölkerungsdaten liefern.
Der Kreis Ucuma setzt sich aus drei Gemeinden (Comunas) zusammen:
- Cacoma
- Mundundo (auch Eleva)
- Ucuma